# ZOE (タレント)
ZOE（ゾイ、1983年1月27日 - ）は中国上海出身のタレント、女優である。エイベックス・マネジメント所属。
星座は水瓶座。干支は亥年。趣味は音楽・映画鑑賞。特技は社交ダンス、歌。語学は北京語、上海語、広東語、英語、日本語、仏語（少々）

## 人物・来歴
幼い頃から音楽とダンスを専門的に学び、日本で開催した日中友好国際ダンス大会をはじめ、多数の社交ダンス大会に参加し優勝の実績を持つ。
その後、カナダ・モントリオールに大学留学。
06年、エイベックス・グループの”中国オーディション”から選ばれ、育成生として来日。
そして、日本に来てからエイベックス・アーティスト・アカデミーで各レッスン（ボーカル、ダンス、演技など）に参加し、本格的に芸能活動を開始。

## 出演

### ドラマ
- 前忠×デーブの芸能都市伝説 第9話〜第12話 （2009年、BeeTV）ゲスト出演
- 日本人の知らない日本語（2010年、日本テレビ）金麗 役

### 教育
- テレビで中国語（2008年、NHK）Chaiうた5月のコーナー

### バラエティー
- さんま&所の大河バラエティ!超超近現代史!人間は相変わらずアホか!?（2010年3月30日、日本テレビ）
- タモリ倶楽部（2008年11月21日、テレビ朝日）麻布十番の中華料理店「萬力屋」で、中国人シェフと中国将棋で勝負!!
- さんまのスーパーからくりTV（TBS）
- ありえへん∞世界（2009年7月14日、テレビ東京）[1]
- ラッキー!!（2009年6月26日、中京テレビ）
- Take Me Out（TBS）

### ラジオ
- ZOE TO THE WORLD（2008年、NACK5）
- ZOE Style（〜2009年9月、Radio-i）-[2]
- ZOEのうたう中国語講座（2010年、NHKデジタルラジオ）
- HITS! THE TOWN （2008年4月19日、ゲスト出演、FM NACK5）

### CM
- 森永製菓「ウイダーinゼリー」（2009年）店長は宇宙人編

### 雑誌
- 中国語ジャーナル（2009年8月号）[3]

### CD
- YUMMY D.I.S.K. Tracklist（2010年7月7日）うち、1トラックのみ。〜Cry (Extended Mix)  YUMMY feat. Zoe〜
- アルバム「ZOE -fall in love-」（2009年6月17日） - 全カバー1stアルバム[4]

| 曲目                 | 原曲            |
| -------------------- | --------------- |
| 1.恋におちて         | 小林明子        |
| 2.夕陽は赤く         | 加山雄三        |
| 3.卒業写真           | 荒井由実        |
| 4.悲しみがとまらない | 杏里            |
| 5.サボテンの花       | チューリップ    |
| 6.瞳がほほえむから   | 今井美樹        |
| 7.SWEET MEMORIES     | 松田聖子        |
| 8.あの頃のまま       | ブレッド&バター |
| 9.碧い瞳のエリス     | 安全地帯        |
| 10.言葉にできない    | オフコース      |

### ライブ
- ZOE 〜fall in love〜 リリースパーティー（2009年）

### イベント
- 名東の日・フェスタ510（2010年）ゲスト歌手[5]